# バルトゥン
バルトゥン（トルコ語: Bartın）は、トルコ北部の都市でバルトゥン県の県都である。1991年に同県が設立されるまでは、ゾングルダク県に属した。
人口はおよそ4万8000人。黒海からバルトゥン川を14km入ったところに市街がある。バルトゥン川はトルコ国内で唯一、大型船で遡行可能な河川である。

## 歴史
市街の歴史はカスカ人が到来した紀元前1200年ごろにまでさかのぼる。以降ヒッタイト、フリギア、キンメリア、リディア、ペルシア、マケドニアの支配を受けた。古代ギリシア語では、パルテニオス川（現代のバルトゥン川）にちなんでパルテニオス（Parthenios）と呼ばれた。
古代ローマ分裂後はビザンティン帝国に属したが、11世紀から13世紀までセルジューク朝に支配された。1392年、オスマン帝国のバヤズィト1世に征服された。

## 名所
バルトゥンはイギリスのノリッジに本部を置く「歴史ある町および地域の欧州協会」 (EAHTR) に加盟している。主な観光地に城や教会、ベデステン（屋内市場）がある。フォーラム（公共広場）や議会、栄誉の道、劇場、アクロポリスやネクロポリスといった古代の遺産は地中にある。
市街の木造住宅の様式には、タンジマートによる芸術運動の影響がみられる。

## 気候
気候は西岸海洋性気候 (Cfb) で、一年を通じ気温が高く降水もある。夏はじめじめしていて、7月と8月の平均気温は21度前後。一方、冬の1月と2月の平均気温は6度ほどだが、湿気がある。
降水量は秋と初冬に多く、春は少ない。雪は12月から3月にかけて降る。
トルコ沿岸の黒海の水温は、年間8度から20度の間で推移する。
| バルトゥンの気候                                | バルトゥンの気候 | バルトゥンの気候 | バルトゥンの気候 | バルトゥンの気候 | バルトゥンの気候 | バルトゥンの気候 | バルトゥンの気候 | バルトゥンの気候 | バルトゥンの気候 | バルトゥンの気候 | バルトゥンの気候 | バルトゥンの気候 | バルトゥンの気候 |
| 月                                              | 1月              | 2月              | 3月              | 4月              | 5月              | 6月              | 7月              | 8月              | 9月              | 10月             | 11月             | 12月             | 年               |
| ----------------------------------------------- | ---------------- | ---------------- | ---------------- | ---------------- | ---------------- | ---------------- | ---------------- | ---------------- | ---------------- | ---------------- | ---------------- | ---------------- | ---------------- |
| 平均最高気温 °C （°F）                          | 9.0 (48.2)       | 10.0 (50)        | 13.0 (55.4)      | 17.7 (63.9)      | 22.0 (71.6)      | 25.9 (78.6)      | 28.0 (82.4)      | 28.2 (82.8)      | 24.7 (76.5)      | 20.3 (68.5)      | 15.5 (59.9)      | 10.9 (51.6)      | 18.77 (65.78)    |
| 平均最低気温 °C （°F）                          | 0.4 (32.7)       | 0.4 (32.7)       | 2.3 (36.1)       | 5.9 (42.6)       | 9.6 (49.3)       | 13.3 (55.9)      | 15.6 (60.1)      | 15.6 (60.1)      | 12.1 (53.8)      | 8.9 (48)         | 4.4 (39.9)       | 2.0 (35.6)       | 7.54 (45.57)     |
| 降水量 mm （inch）                              | 109.0 (4.291)    | 81.7 (3.217)     | 73.3 (2.886)     | 54.8 (2.157)     | 48.1 (1.894)     | 72.8 (2.866)     | 68.5 (2.697)     | 81.3 (3.201)     | 94.4 (3.717)     | 111.4 (4.386)    | 112.9 (4.445)    | 126.2 (4.969)    | 1,034.4 (40.726) |
| 平均降雨日数                                    | 16.4             | 14.7             | 13.9             | 12.1             | 10.2             | 8.9              | 7.4              | 6.7              | 9.0              | 12.1             | 13.1             | 16.9             | 141.4            |
| 平均月間日照時間                                | 65.1             | 84               | 127.1            | 171              | 229.4            | 270              | 300.7            | 285.2            | 219              | 161.2            | 102              | 68.2             | 2,082.9          |
| 出典：Devlet Meteoroloji İşleri Genel Müdürlüğü |                  |                  |                  |                  |                  |                  |                  |                  |                  |                  |                  |                  |                  |

## 文化
春にいちご祭りが開かれる。海辺のビーチの質もよい。